# Clotets de l'Isidre
Els Clotets de l'Isidre és un indret format per petits clots del terme municipal d'Abella de la Conca, a la comarca del Pallars Jussà.
És un conjunt de petits clots situats al costat nord dels Obagots, a l'esquerra del riu d'Abella, al sud-oest de la vila d'Abella de la Conca.

## Etimologia
Es tracta d'un topònim romànic modern, de caràcter descriptiu; són uns petits clots en terres de Ca l'Isidre.